# Generali Ladies Linz 2014 - Qualificazioni singolare
Le qualificazioni del singolare del Generali Ladies Linz 2014 sono state un torneo di tennis preliminare per accedere alla fase finale della manifestazione. Le vincitrici dell'ultimo turno sono entrate di diritto nel tabellone principale. In caso di ritiro di una o più giocatrici aventi diritto a questi sono subentrate le lucky loser, ossia le giocatrici che hanno perso nell'ultimo turno ma che avevano una classifica più alta rispetto alle altre partecipanti che avevano comunque perso nel turno finale.

## Testa di serie
1. Monica Niculescu (primo turno)
2. Polona Hercog (primo turno)
3. Kiki Bertens (ultimo turno, Lucky Loser)
4. Tereza Smitková (ultimo turno)

1. Johanna Larsson (secondo turno)
2. Anna-Lena Friedsam (qualificato)
3. Kristýna Plíšková (secondo turno)
4. Aljaksandra Sasnovič (ultimo turno)

## Qualificate
1. Anna-Lena Friedsam
2. Madison Brengle

1. Ons Jabeur
2. Kateřina Siniaková

### Lucky Loser
1. Kiki Bertens

## Tabellone

### Legenda
| - Q = Qualificato - WC = Wild card - LL = Lucky loser | - ALT = Alternate - SE = Special Exempt - PR = Protected Ranking | - w/o = Walkover - r = Ritirato - d = Squalificato |

### Sezione 1
|  | Primo turno       | Primo turno        | Primo turno        | Primo turno | Primo turno |  |  | Secondo turno     | Secondo turno      | Secondo turno      | Secondo turno      | Secondo turno |   |   | Ultimo turno | Ultimo turno      | Ultimo turno | Ultimo turno | Ultimo turno |  |
|  |                   |                    |                    |             |             |  |  |                   |                    |                    |                    |               |   |   |              |                   |              |              |              |  |
|  | 1                 | Monica Niculescu   | 3                  | 6           | 4           |  |  |                   |                    |                    |                    |               |   |   |              |                   |              |              |              |  |
|  |                   | Aleksandra Panova  | 6                  | 3           | 6           |  |  | Aleksandra Panova | Aleksandra Panova  | Aleksandra Panova  | 7                  | 6             |   |   |              |                   |              |              |              |  |
|  | Mandy Minella     | Mandy Minella      | 5                  | 7           | 3           |  |  | Mandy Minella     | Mandy Minella      | Mandy Minella      | 6(0)               | 4             |   |   |              |                   |              |              |              |  |
|  | Aleksandra Krunić | Aleksandra Krunić  | 7                  | 5           | 0r          |  |  |                   |                    |                    |                    |               |   |   |              | Aleksandra Panova | 6            | 4            | 2            |  |
|  | Richèl Hogenkamp  | Richèl Hogenkamp   | Richèl Hogenkamp   | 64          | 62          |  |  |                   |                    | 6                  | Anna-Lena Friedsam | 4             | 6 | 6 |              |                   |              |              |              |  |
|  | Kristína Kučová   | Kristína Kučová    | Kristína Kučová    | 7           | 7           |  |  |                   | Kristína Kučová    | Kristína Kučová    | 5                  | 0             |   |   |              |                   |              |              |              |  |
|  |                   | Dinah Pfizenmaier  | Dinah Pfizenmaier  | 1           | 0           |  |  | 6                 | Anna-Lena Friedsam | Anna-Lena Friedsam | 7                  | 6             |   |   |              |                   |              |              |              |  |
|  | 6                 | Anna-Lena Friedsam | Anna-Lena Friedsam | 6           | 6           |  |  |                   |                    |                    |                    |               |   |   |              |                   |              |              |              |  |

### Sezione 2
|  | Primo turno      | Primo turno          | Primo turno          | Primo turno | Primo turno |  |  | Secondo turno   | Secondo turno        | Secondo turno        | Secondo turno        | Secondo turno |   |   | Ultimo turno | Ultimo turno    | Ultimo turno | Ultimo turno | Ultimo turno |  |
|  |                  |                      |                      |             |             |  |  |                 |                      |                      |                      |               |   |   |              |                 |              |              |              |  |
|  | 2                | Polona Hercog        | 3                    | 6           | 69          |  |  |                 |                      |                      |                      |               |   |   |              |                 |              |              |              |  |
|  |                  | Lucie Hradecká       | 6                    | 4           | 7           |  |  | Lucie Hradecká  | Lucie Hradecká       | 63                   | 7                    | 3             |   |   |              |                 |              |              |              |  |
|  |                  | Madison Brengle      | Madison Brengle      | 6           | 6           |  |  | Madison Brengle | Madison Brengle      | 7                    | 64                   | 6             |   |   |              |                 |              |              |              |  |
|  | Alt              | Gioia Barbieri       | Gioia Barbieri       | 2           | 3           |  |  |                 |                      |                      |                      |               |   |   |              | Madison Brengle | 4            | 6            | 6            |  |
|  | Denisa Allertová | Denisa Allertová     | Denisa Allertová     | 4           | 4           |  |  |                 |                      | 8                    | Aljaksandra Sasnovič | 6             | 4 | 2 |              |                 |              |              |              |  |
|  | Carina Witthöft  | Carina Witthöft      | Carina Witthöft      | 6           | 6           |  |  |                 | Carina Witthöft      | Carina Witthöft      | 1                    | 4             |   |   |              |                 |              |              |              |  |
|  |                  | Paula Kania          | Paula Kania          | 3           | 4           |  |  | 8               | Aljaksandra Sasnovič | Aljaksandra Sasnovič | 6                    | 6             |   |   |              |                 |              |              |              |  |
|  | 8                | Aljaksandra Sasnovič | Aljaksandra Sasnovič | 6           | 6           |  |  |                 |                      |                      |                      |               |   |   |              |                 |              |              |              |  |

### Sezione 3
|  | Primo turno | Primo turno       | Primo turno       | Primo turno | Primo turno |  |  | Secondo turno | Secondo turno     | Secondo turno     | Secondo turno | Secondo turno |   |   | Ultimo turno | Ultimo turno | Ultimo turno | Ultimo turno | Ultimo turno |  |
|  |             |                   |                   |             |             |  |  |               |                   |                   |               |               |   |   |              |              |              |              |              |  |
|  | 3           | Kiki Bertens      | 5                 | 6           | 7           |  |  |               |                   |                   |               |               |   |   |              |              |              |              |              |  |
|  |             | Tamira Paszek     | 7                 | 2           | 5           |  |  | 3             | Kiki Bertens      | Kiki Bertens      | 6             | 6             |   |   |              |              |              |              |              |  |
|  |             | Katarzyna Piter   | Katarzyna Piter   | 6           | 6           |  |  |               | Katarzyna Piter   | Katarzyna Piter   | 1             | 3             |   |   |              |              |              |              |              |  |
|  | WC          | Julia Grabher     | Julia Grabher     | 2           | 2           |  |  |               |                   |                   |               |               |   |   | 3            | Kiki Bertens | Kiki Bertens | 3            | 3            |  |
|  |             | Ons Jabeur        | Ons Jabeur        | 6           | 6           |  |  |               |                   |                   | Ons Jabeur    | Ons Jabeur    | 6 | 6 |              |              |              |              |              |  |
|  | WC          | Antonia Lottner   | Antonia Lottner   | 4           | 4           |  |  |               | Ons Jabeur        | Ons Jabeur        | 6             | 6             |   |   |              |              |              |              |              |  |
|  | WC          | Anna Maria Heil   | Anna Maria Heil   | 2           | 3           |  |  | 7             | Kristýna Plíšková | Kristýna Plíšková | 2             | 2             |   |   |              |              |              |              |              |  |
|  | 7           | Kristýna Plíšková | Kristýna Plíšková | 6           | 6           |  |  |               |                   |                   |               |               |   |   |              |              |              |              |              |  |

### Sezione 4
|  | Primo turno        | Primo turno        | Primo turno     | Primo turno | Primo turno |  |  | Secondo turno | Secondo turno      | Secondo turno      | Secondo turno      | Secondo turno |   |   | Ultimo turno | Ultimo turno    | Ultimo turno | Ultimo turno | Ultimo turno |  |
|  |                    |                    |                 |             |             |  |  |               |                    |                    |                    |               |   |   |              |                 |              |              |              |  |
|  | 4                  | Tereza Smitková    | 6               | 5           | 6           |  |  |               |                    |                    |                    |               |   |   |              |                 |              |              |              |  |
|  |                    | Anna Tatišvili     | 2               | 7           | 0           |  |  | 4             | Tereza Smitková    | Tereza Smitková    | 6                  | 6             |   |   |              |                 |              |              |              |  |
|  | WC                 | Pia König          | Pia König       | 4           | 5           |  |  |               | Sofia Arvidsson    | Sofia Arvidsson    | 3                  | 4             |   |   |              |                 |              |              |              |  |
|  |                    | Sofia Arvidsson    | Sofia Arvidsson | 6           | 7           |  |  |               |                    |                    |                    |               |   |   | 4            | Tereza Smitková | 7            | 5            | 1            |  |
|  | Maryna Zanevs'ka   | Maryna Zanevs'ka   | 610             | 7           | 3           |  |  |               |                    |                    | Kateřina Siniaková | 5             | 7 | 6 |              |                 |              |              |              |  |
|  | Kateřina Siniaková | Kateřina Siniaková | 7               | 5           | 6           |  |  |               | Kateřina Siniaková | Kateřina Siniaková | 6                  | 6             |   |   |              |                 |              |              |              |  |
|  |                    | Naomi Broady       | Naomi Broady    | 4           | 5           |  |  | 5             | Johanna Larsson    | Johanna Larsson    | 4                  | 4             |   |   |              |                 |              |              |              |  |
|  | 5                  | Johanna Larsson    | Johanna Larsson | 6           | 7           |  |  |               |                    |                    |                    |               |   |   |              |                 |              |              |              |  |